# Trofeu Catalunya Internacional
El Trofeu Catalunya Internacional va ser un trofeu que atorgava la Federació Catalana de Futbol al guanyador d'un partit que enfrontava una selecció internacional amb la selecció catalana de futbol.
El trofeu va ser realitzat per l'escultor Joan Mora; segons l'autor, aquesta obra simbolitza la història del país.

## Historial
| Edició      | Any  | Data       | Campió    | Resultat  | Subcampió | Seu                                   | Assistència |
| ----------- | ---- | ---------- | --------- | --------- | --------- | ------------------------------------- | ----------- |
| I detalls   | 2009 | 22.12.2009 | Catalunya | 4-2       | Argentina | Camp Nou, Barcelona                   | 53.120      |
| II detalls  | 2010 | 28.12.2010 | Catalunya | 4-0       | Hondures  | Estadi Lluís Companys, Barcelona      | 28.150      |
| III detalls | 2011 | 30.12.2011 | Tunísia   | 0-0       | Catalunya | Estadi Lluís Companys, Barcelona      | 36.545      |
| IV detalls  | 2012 | 02.01.2013 | Nigèria   | 1-1       | Catalunya | Cornellà-El Prat, Cornellà            | 27.234      |
| V detalls   | 2013 | 30.12.2013 | Catalunya | 4-1       | Cap Verd  | Estadi Lluís Companys, Barcelona      | 20.700      |
| VI detalls  | 2016 | 28.12.2016 | Tunísia   | 3-3 (4-2) | Catalunya | Estadi Municipal de Montilivi, Girona | 8.311       |

## Palmarès
| Equip     | Campionats guanyats  |
| --------- | -------------------- |
| Catalunya | 3 (2009, 2010, 2013) |
| Tunísia   | 2 (2011, 2016)       |
| Nigèria   | 1 (2012)             |
| Total     | 5                    |

## Golejadors
- Amb 5 gols: Sergio García
- Amb 4 gols: Bojan Krkic
- Amb 3 gols: Youssef Msakni (Tunísia)
- Amb 2 gols: Sergio González
- Amb 1 gol: Moisés Hurtado, Ferran Corominas, Oriol Riera, Ángel di María (Argentina), Javier Pastore (Argentina), Bright Dike (Nigèria), Djaniny Tavares (Cap Verd).